# CRYSTAL LOVE/西城秀樹
『CRYSTAL LOVE/西城秀樹』（クリスタル・ラブ さいじょうひでき）は、西城秀樹の14枚目のオリジナル・アルバム。1982年7月21日にRCAから発売された。

## 解説
- ヒット曲「南十字星」の別アレンジ・バージョンが収録されている。
- 2022年12月23日、GOH HOTODAによるデジタルリマスタリング復刻盤（Blu-spec CD2、紙ジャケット仕様）が発売された。

## 収録曲
| #   | タイトル                               | 作詞       | 作曲               | 編曲     |
| --- | -------------------------------------- | ---------- | ------------------ | -------- |
| A1. | 「STAR LIGHTS」                        | 大津あきら | 鈴木キサブロー     | 若草恵   |
| A2. | 「渚のセクシーラバーズ」               | 大津あきら | 鈴木キサブロー     | 若草恵   |
| A3. | 「ひき潮のように」                     | 竜真知子   | 木戸やすひろ       | 松下誠   |
| A4. | 「CRYSTAL LOVE」                       | 村田さち子 | ケーシー・ランキン | 鷺巣詩郎 |
| A5. | 「BORN TO BE A STAR」                  | 松本一起   | ケーシー・ランキン | 鷺巣詩郎 |
| B1. | 「南十字星（別アレンジ・バージョン）」 | 竜真知子   | 水谷公生           | 佐藤準   |
| B2. | 「夕陽よ、俺を照らせ」                 | 松本隆     | 吉田拓郎           | 瀬尾一三 |
| B3. | 「夏色の再会」                         | 竜真知子   | 水谷公生           | 船山基紀 |
| B4. | 「SEXY & THRILL」                      | 森雪之丞   | 鈴木キサブロー     | 若草恵   |
| B5. | 「涙であなたがみえない」               | 森雪之丞   | 鈴木キサブロー     | 若草恵   |